# Procuradoria Federal dos Direitos do Cidadão
A Constituição de 1988, conferiu ao Ministério Público, em seu art. 129 II, a função de "zelar pelo efetivo respeito dos poderes públicos e dos serviços de relevância pública aos direitos assegurados nesta Constituição, promovendo as medidas necessárias a sua garantia", função similar a de Ombudsman em outros países.
A Lei Orgânica do Ministério Público da União incumbiu esta função à Procuradoria Federal dos Direitos do Cidadão (PFDC). E nas regiões do país às Procuradorias Regionais dos Direitos do Cidadão.
A Procuradoria Federal dos Direitos do Cidadão (PFDC) é ocupado por um Subprocurador Geral da República, designado pelo Procurador-Geral da república e aprovado pelo Conselho Superior. Exerce suas funções pelo prazo de dois anos, permitida recondução.
À Procuradoria Federal dos Direitos do Cidadão cabe dialogar e interagir com órgãos de Estado, organismos nacionais e internacionais e representantes da sociedade civil, persuadindo os poderes públicos para a proteção e defesa dos direitos individuais indisponíveis, coletivos e difusos – tais como dignidade, liberdade, igualdade, saúde, educação, assistência social, acessibilidade, acesso à justiça, direito à informação e livre expressão, reforma agrária, moradia adequada, não discriminação, alimentação adequada, dentre outros.

## História
A despeito do anteprojeto de Constituição da Comissão Affonso Arinos, que previu um Defensor do Povo distinto do Ministério Público, a Constituição promulgada em 1988 delegou as funções de defensor do povo ao Ministério Público.